# Peinaleopolynoe sillardi
Peinaleopolynoe sillardi — вид багатощетинкових червів родини Polynoidae.

## Назва
Вид названо на честь Іва Сіллара, генерального директора Французького науково-дослідного інституту з експлуатації моря (IFREMER) у 1984—1990 роках.

## Поширення
Вид виявлений на північному сході Атлантики біля узбережжя Іспанії на глибині 4800 м.

## Опис
Тіло завдовжки до 10 см.